# Эрдмута София Саксонская
Эрдмута София Саксонская (нем. Erdmuthe Sophie von Sachsen; 25 февраля 1644, Дрезден — 22 июня 1670, Байрейт) — саксонская принцесса из альбертинской линии Веттинов, в замужестве маркграфиня Байрейтская. Сочинительница церковной музыки, композитор, писательница и историк.

## Биография
Эрдмута София — дочь курфюрста Саксонии Иоганна Георга II и его супруги Магдалены Сибиллы Бранденбург-Байрейтской, дочери маркграфа Кристиана Бранденбург-Байрейтского. Она получила солидное образование. В 11 лет Эрдмута София сочиняла церковные каноны и изучала историю церкви.
29 октября 1662 года в Дрездене Эрдмута София вышла замуж за Кристиана Эрнста Бранденбург-Байрейтского. Свадьба отмечалась с большим размахом. В Байрейте Эрдмута София продолжала заниматься наукой, публиковала собственные труды и по праву считалась одной из самых образованных женщин своего времени. Брак остался бездетным. Эрдмута София умерла в 26 лет от болезни, связанной с обменом веществ, и была похоронена в городской церкви Байрейта.
Её супруг Кристиан Эрнст женился ещё дважды.

## Сочинения
- Handlung Von der Welt Alter, Des Heiligen Römischen Reichs Ständen, und derselben Beschaffenheit, Bayreuth 1666, Leipzig2 1674;
- Sonderbare Kirchen-, Staat- und Weltsachen, Nürnberg 1676.